# Villa di Domiziano (Sabaudia)
La Villa di Domiziano al Circeo era una villa appartenuta a Domiziano situata nella zona del Circeo.
Prima degli studi effettuati da Giuseppe Lugli ed Italo Gismondi a metà degli anni Venti del Novecento si supponeva che nell'area prossima al Lago di Paola (zona del Circeo) ci fosse una semplice continuazione dell'antica Circeii. Liberi scavi erano stati effettuati nel posto all'inizio del Settecento e gli stessi avevano indotto una missione dello Stato Pontificio nel 1798.
L'ampia struttura, scavata con maggiore attenzione nel 1934, è riconducibile a Domiziano per via di alcuni versi di Marziale e di timbri di epoca domizianea riscontrati nei laterizi. È tuttavia probabile che la villa fosse stata solamente ristrutturata in tale periodo, in quanto esistono indizi dell'epoca di Augusto.
La villa, attualmente all'interno del parco nazionale del Circeo, si compone di numerosi ambienti alcuni dei quali erano destinati al relax nella zona giardino. Interessanti sono anche alcuni impianti idraulici.
Prima degli scavi pontifici, molto materiale era finito sul mercato antiquario del tempo. Successivamente marmi e statue sono stati divisi in molti musei. Fra le numerose statue che vi sono state rinvenute vanno citate un Apollo Kassel (ora in un museo di Kassel) e un satiro (ora ai Musei Vaticani).